# Linda Skirton
Linda Skirton z domu Amos (ur. 22 czerwca 1946 w Portsmouth) – emerytowana brytyjska pływaczka specjalizująca się głównie w stylu dowolnym.

## Życiorys
Linda Skirton urodziła się 22 czerwca 1946 w Portsmouth w Wielkiej Brytanii. Swoją karierę sportową jako pływaczka rozpoczęła w 1962 roku w wieku 16 lat, występując po raz pierwszy na Mistrzostwach Europy w pływaniu w Lipsku w NRD jako reprezentantka Wielkiej Brytanii, zdobywając srebrny medal w sztafecie 4x100 metrów stylem dowolnym razem z Adrienne Brenner, Jennifer Thompson i Dianą Wilkinson z czasem 4:16,3.
Po występie na Mistrzostwach Europy w pływaniu w Lipsku, wzięła udział na Igrzyskach Imperium Brytyjskiego i Wspólnoty Brytyjskiej w Perth w Australii jako reprezentantka Anglii, zdobywając brązowy medal w sztafecie 4x110 jardów stylem dowolnym razem z Dianą Wilkinson, Elizabeth Long i S. Keen z czasem 4:21,3.